# Glyptopimpla avniae
Glyptopimpla avniae är en stekelart som beskrevs av Gupta 2002. Glyptopimpla avniae ingår i släktet Glyptopimpla och familjen brokparasitsteklar. Inga underarter finns listade i Catalogue of Life.